# Ophiorrhiza sarawakensis
Ophiorrhiza sarawakensis är en måreväxtart som beskrevs av Elmer Drew Merrill. Ophiorrhiza sarawakensis ingår i släktet Ophiorrhiza och familjen måreväxter. Inga underarter finns listade i Catalogue of Life.